# Cathédrale de la Transfiguration de Souzdal
Pour les articles homonymes, voir Cathédrale de la Transfiguration.
La cathédrale de la Transfiguration (en russe : Спасо-Преображенский собор) ou cathédrale de la Transfiguration-du-Sauveur-Saint-Euthyme est un édifice situé à l'intérieur de l'enceinte du Monastère du Sauveur-Saint-Euthyme à Souzdal, dont l'architecture date de la fin du XVIe siècle. Actuellement elle est devenue une église-musée qui fait partie du musée-réserve de Vladimir et Souzdal. Elle est dédiée à la fête
de la Transfiguration qui est un épisode de la vie de Jésus Christ décrite dans les évangiles.

## Histoire de sa construction et architecture
La cathédrale a été construite au début du XVIe siècle, entre 1507 et 1511, à l'emplacement d'une église en bois qui a été incendiée. Ce n'est encore qu'une petite église, sans piliers. C'est l'une des plus anciennes constructions en pierre du monastère Saint-Euthyme. Elle a été construite sur la tombe de l'higoumène Saint-Euthyme de Souzdal (1316-1404), le fondateur du monastère. En 1594, à cette église, fut ajouté un bâtiment massif, s'appuyant sur quatre piliers qui est l'actuelle cathédrale. La petite église devient alors une chapelle, située du côté sud-est de la cathédrale.

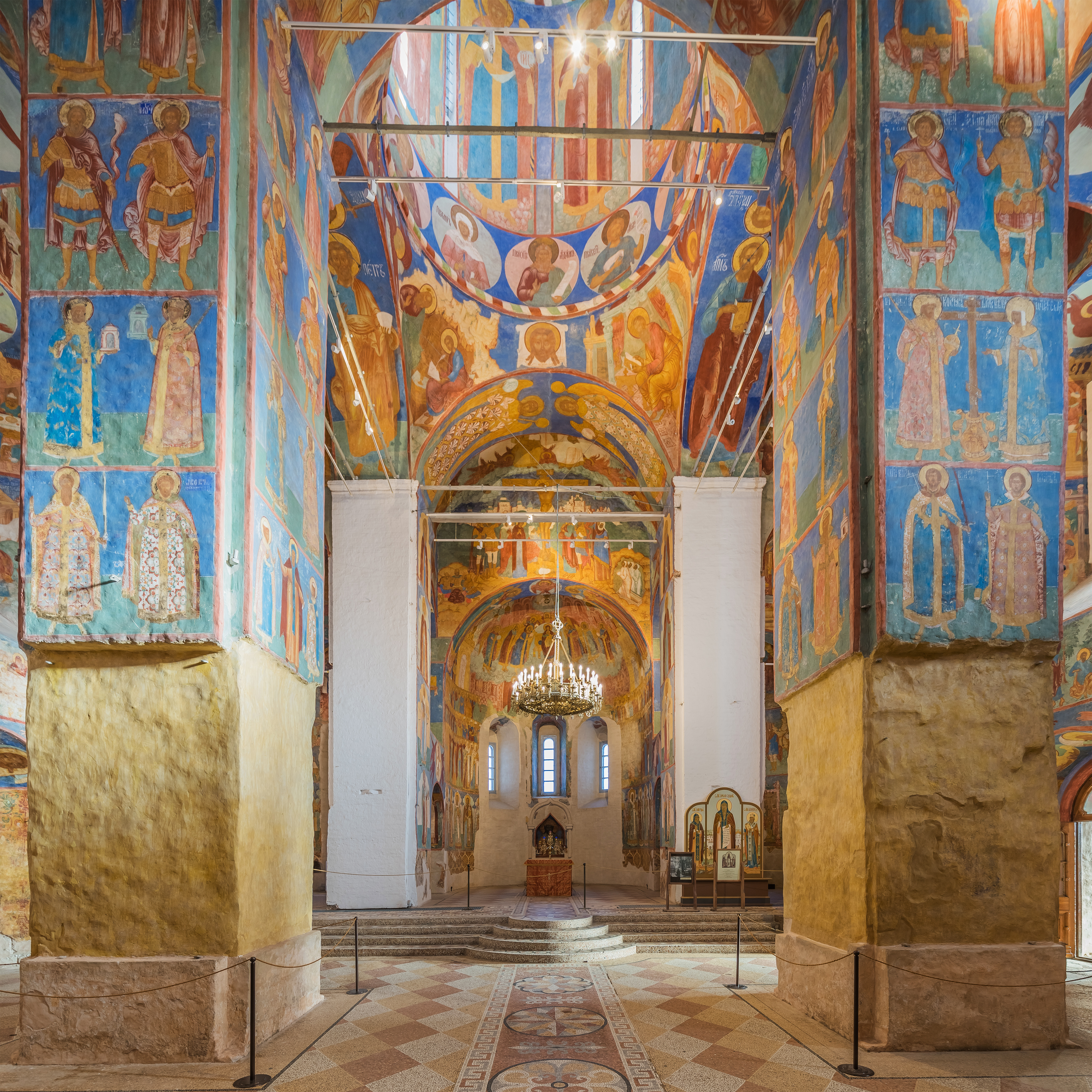
Interieur de la cathédrale

La cathédrale a été réalisée selon les anciennes traditions de l'architecture de Souzdal des XIIe siècle et XIIIe siècle en pierre blanche et ressemblait au début à la Cathédrale de la Nativité du kremlin de Souzdal. Cependant, à la suite de nombreuses transformations durant les siècles qui ont suivi, l'aspect de la cathédrale a beaucoup changé. Au XVIIIe siècle, une galerie fut construite autour du pied de l'édifice et durant la seconde partie du XIXe siècle une chapelle Serge de Radonège fut ajoutée au nord. Le résultat de ces ajoutes est que la cathédrale est entourée de trois côtés par un ensemble formant galerie.
Au XVIIe siècle, la cathédrale fut décorée de peinture sur ses murs extérieurs. Ceux-ci sont séparés, en façade, en trois parties, par des pilastres surmontés de zakomars en forme de quilles. Entre les pilastres apparaissent, dans les arcatures, les traditionnelles ceintures de colonnettes de l'architecture de Vladimir et Souzdal, dans lesquelles ont été percées, plus tardivement, quelques fenêtres. Sur la façade Est, s'appuie une abside d'autel aux murs lisses, dans lesquels sont découpées des niches profondes pour des fenêtres sans chambranles. La partie centrale de l'édifice est surmontée de cinq tambours couronnés de coupoles en forme d'oignons. Deux coupoles plus petites surmontent les deux chapelles latérales. Les tambours sont découpés par d'étroites et hautes fenêtres et garnis de sculptures en pierre.

## Intérieur

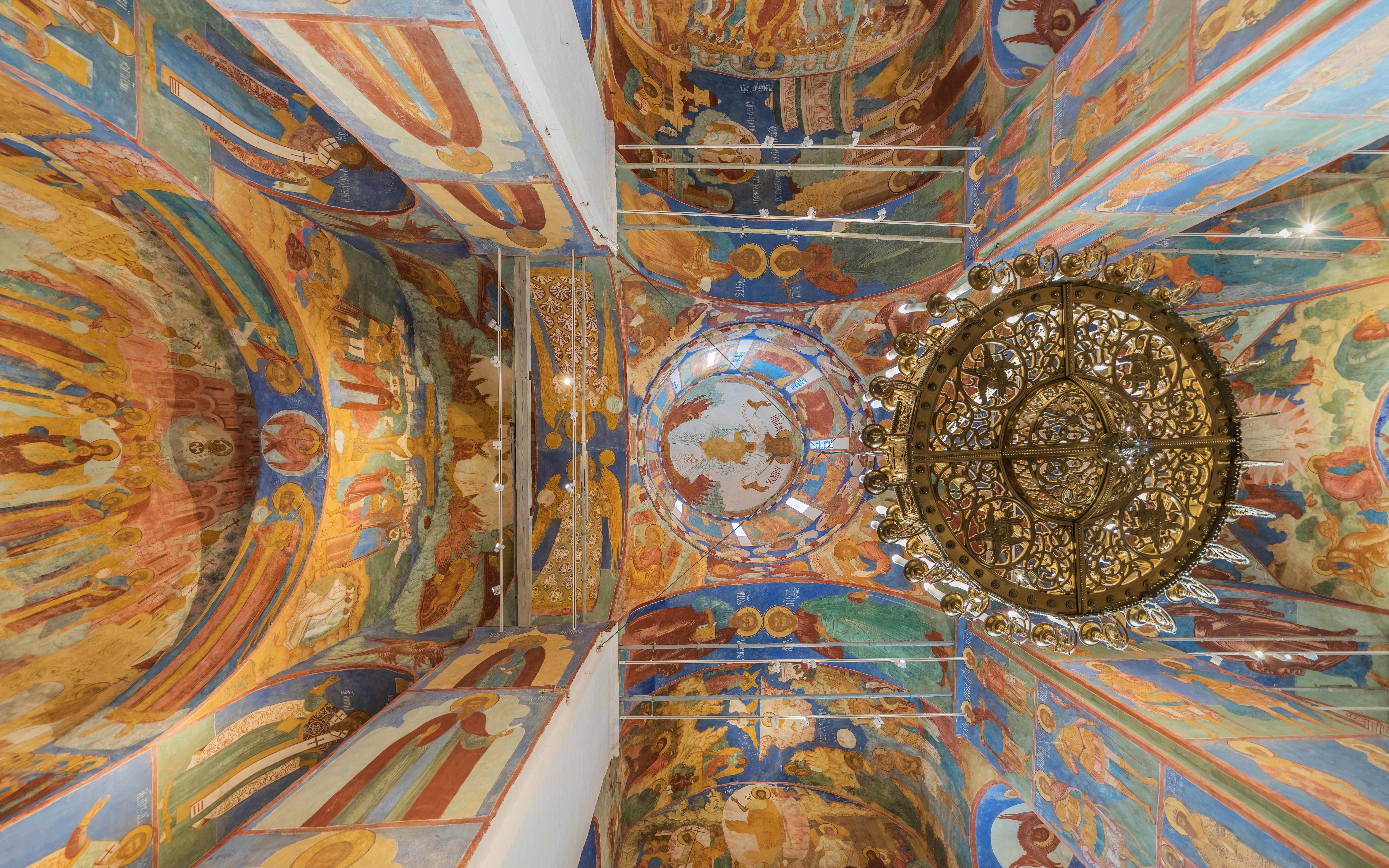
Peinture murale de la coupole centrale

L'espace intérieur de la cathédrale est divisé par les quatre puissants piliers et s'élargit grâce au volume des profondes absides. La peinture des fresques murales fut réalisée au XVIIe siècle par un artel d'artistes, sous la direction de Goury Nikitine. Durant la seconde moitié du XIXe siècle, les fresques de Nikitine furent restaurées, mais ce n'est qu'à la fin des années 1970 que grâce à un travail minutieux les fresques primitives furent redécouvertes.
La coupole centrale est décorée de la composition traditionnelle des artistes de Kostroma : une fresque de la Sainte-Trinité appelée en russe « Otetchestvo ». La peinture des murs et des piliers recouvre l'ensemble des surfaces. Au bas de murs et piliers sont représentés les apôtres. Quant aux autres surfaces, elles racontent les évangiles et la biographie de Jésus-Christ. Le reste du décor est composé de nombreux personnages sur fond de paysages et de constructions architecturales en tout genre. Sur la partie inférieure des piliers, du côté de l'autel, sont représentés les tsars de la première dynastie des Romanov : Michel Ier (tsar de Russie) et Alexis Ier de Russie. Ils ont la tête entourée d'une nimbe lumineuse parmi les rois bibliques : le roi David et le roi Salomon, et les princes russes canonisés : Vladimir Ier, Boris et Gleb et Vsevolod III Vladimirski.
Les murs de la chapelle Saint-Euthyme sont recouverts de scènes de la vie du saint parmi lesquelles : le choix de l'emplacement de la construction, le début de la construction du monastère.

## Situation actuelle
La cathédrale fait partie depuis 1992 du Patrimoine mondial UNESCO «Monuments de Vladimir et de Souzdal».

## Liens
- (ru) Спасо-Преображенский собор на сайте Владимиро-Суздальского музея-заповедника
- (ru) Спасо-Евфимиев монастырь
- (ru) Интерактивные панорамы интерьера собора в Реестре храмов России